# پدیده لایدن‌فروست

پدیده لایدن‌فروست (به غلط: لیدنفراست/لایدن‌فراست) (به انگلیسی: Leidenfrost effect) که با نام جوش فیلم نیز شناخته می‌شود، یک پدیده است که زمانی رخ می‌دهد که یک مایع در نقطه‌ای قرار گیرد که بسیار بالاتر از نقطه جوش آن مایع است. در این هنگام لایه‌ای از بخار مایع دور مایع را فرا می‌گیرد و به علت پایین بودن رسانایی گرمایی گاز، مایع از جوشش سریع حفاظت می‌شود. این پدیده معمولاً در پخت‌وپز دیده می‌شود. اگر دمای ماهی‌تابه بیشتر از نقطه لایدن‌فروست، که تقریباً ۱۹۳ درجه سانتی‌گراد (۳۷۹ درجه فارنهایت) برای آب است، باشد این پدیده رخ می‌دهد. این پدیده همچنین عامل حرکت سریع (و عدم تبخیر سریع) نیتروژن مایع هنگام ریختن روی زمین است. از این پدیده نیز جهت انجام کارهای محیرالعقول مثلاً دست زدن با انگشت خیس به سرب مذاب به کار می‌رود.
این پدیده به نام یوهان گوتلوب لایدن‌فروست نامگذاری شده‌است. این فرد در سال ۱۷۵۶ این پدیده را بررسی نمود.

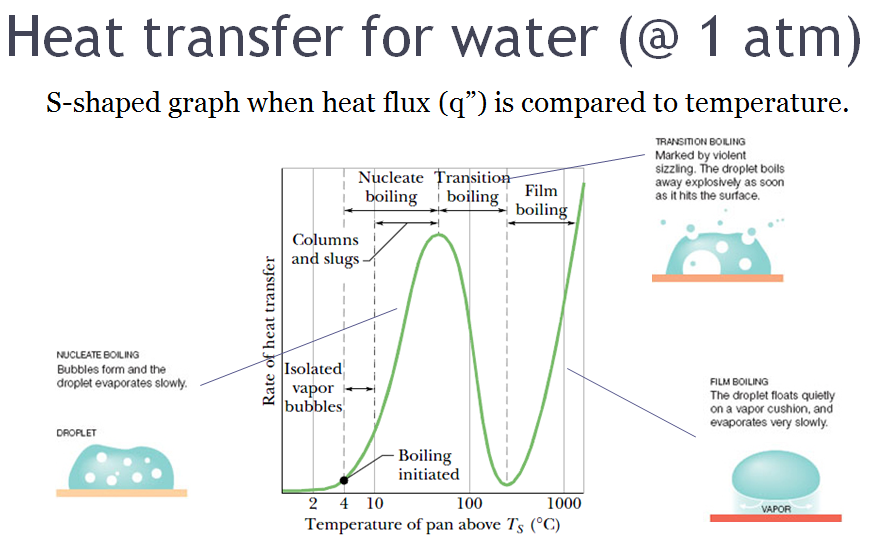
رفتار آب در هنگام برخورد با یک جسم داغ. نمودار میزان شارش گرما برحسب دما

## جزئیات
این اثر را می‌توان در هنگام پاشیدن قطره‌های آب بر روی یک ظرف در زمان‌های مختلف با گرم شدن مشاهده کرد. در ابتدا، چون دمای ظرف کاملاً زیر ۱۰۰ درجه سانتی‌گراد (۲۱۲ درجه فارنهایت) است، آب صاف شده و به آرامی تبخیر می‌شود، یا اگر دمای ظرف خیلی کمتر از ۱۰۰ درجه سانتی‌گراد (۲۱۲ درجه فارنهایت) باشد، آب مایع می‌ماند. همان‌طور که دمای ظرف از ۱۰۰ درجه سانتیگراد (۲۱۲ درجه فارنهایت) بالاتر می‌رود، قطره آب هنگام لمس ظرف صدا می‌کند و این قطرات به سرعت تبخیر می‌شوند. بعداً، با افزایش دما از نقطه لایدن‌فروست، اثر لایدن‌فروست وارد عمل می‌شود. در تماس با تابه، قطرات آب به صورت گلوله‌های کوچک آب درآمده و اطراف آن شکاف می‌خورند، که مدت زمان آن بسیار بیشتر از زمانی است که دمای ظرف کمتر بود. این اثر تا زمانی که دمای بسیار بالاتر باعث تبخیر سریع قطرات بعدی آب شود و باعث ایجاد این اثر شود، کار می‌کند.
این بدان دلیل است که در دمای بالاتر از نقطه لایدن‌فروست، قسمت پایینی قطره آب در اثر تماس با دیگ داغ بخار می‌شود. گاز حاصل، بقیه قطرات آب را دقیقاً بالای آن معلق می‌کند و از تماس مستقیم بیشتر آب مایع با دیگ داغ جلوگیری می‌کند. از آنجا که هدایت گرمایی بخار نسبت به ظرف فلزی بسیار ضعیف تر است، انتقال حرارت بیشتر بین ظرف و قطره به طرز چشمگیری کند می‌شود. این همچنین منجر به لغزیدن قطره دور ظرف درست روی لایه گاز زیر آن می‌شود.
پیش‌بینی دمای شروع اثر لایدن‌فروست آسان نیست. حتی اگر حجم قطره مایع ثابت بماند، نقطه لایدن‌فروست ممکن است کاملاً متفاوت باشد، با یک وابستگی پیچیده به خصوصیات سطح و همچنین هر گونه ناخالصی در مایع. برخی از تحقیقات در مورد یک مدل نظری از سیستم انجام شده‌است، اما کاملاً پیچیده‌است.به عنوان یک تخمین بسیار دقیق، نقطه لایدن‌فروست برای یک قطره آب روی ماهیتابه ممکن است در دمای ۱۹۳ درجه سانتیگراد (۳۷۹ درجه فارنهایت) رخ دهد.
این اثر همچنین توسط طراح برجسته دیگ بخار ویکتوریا، سر ویلیام فیربیرن، با اشاره به تأثیر آن در کاهش گسترده انتقال حرارت از سطح آهن داغ به آب، مانند درون یک دیگ بخار، توصیف شد. وی در جفت سخنرانی در مورد طراحی دیگ بخار، به کار پیر هیپولیت بوتیگنی (۱۷۹۸–۱۸۸۴) و استاد بومن از کالج کینگ، لندن در مطالعه این موضوع اشاره کرد. یک قطره آب که تقریباً بلافاصله در دمای ۱۶۸ درجه سانتیگراد (۳۳۴ درجه فارنهایت) بخار شد برای ۱۵۲ ثانیه در دمای ۲۰۲ درجه سانتیگراد (۳۹۶ درجه فارنهایت) ماندگار شد. در نتیجه ممکن است درجه حرارت پایین در محفظه دیگ بخار باعث تبخیر سریعتر آب شود. مقایسه اثر Mpemba. یک روش جایگزین افزایش دما بیش از نقطه لایدن‌فروست بود. Fairbairn این مسئله را نیز در نظر گرفت و شاید در مورد دیگ بخار فلش نیز فکر می‌کرد، اما جنبه‌های فنی آن زمان را غیرقابل عبور دانست.
نقطه لایدن‌فروست همچنین ممکن است دمایی باشد که قطره معلق برای آن بیشتر طول بکشد.
ثابت شده‌است که با بهره‌برداری از سطوح فوق آبگریز می‌توان لایه بخار لایدن‌فروست آب را تثبیت کرد. در این حالت، پس از ایجاد لایه بخار، خنک سازی هرگز لایه را فرو نمی‌ریزد و هیچ جوش هسته ای رخ نمی‌دهد. در عوض لایه به آرامی شل می‌شود تا زمانی که سطح آن خنک شود.
از اثر لایدن‌فروست برای توسعه طیف‌سنجی جرم محیط با حساسیت بالا استفاده شده‌است. تحت تأثیر شرایط لایدن‌فروست، قطره چسبنده مولکول‌ها را آزاد نمی‌کند و مولکول‌ها درون قطره غنی می‌شوند. در آخرین لحظه تبخیر قطرات، تمام مولکول‌های غنی شده در یک محدوده زمانی کوتاه آزاد می‌شوند و بنابراین حساسیت را افزایش می‌دهند.
موتور گرمائی مبتنی بر اثر لایدن‌فروست نمونه اولیه شده‌است. این مزیت از اصطکاک بسیار کم است.

## نقطه لایدن‌فروست
نقطه لایدن‌فروست نشانگر شروع جوشاندن فیلم پایدار است. این نشان‌دهنده نقطه روی منحنی جوش است که در آن شار گرما در حداقل است و سطح آن کاملاً توسط یک پتو بخار پوشانده شده‌است. انتقال گرما از سطح به مایع توسط رسانایی و تابش از طریق بخار اتفاق می‌افتد. در سال ۱۷۵۶، لایدن‌فروست مشاهده کرد که قطرات آب که توسط فیلم بخار پشتیبانی می‌شوند، با حرکت روی سطح گرم، به آرامی تبخیر می‌شوند. با افزایش دمای سطح، تابش از طریق فیلم بخار قابل توجه تر می‌شود و با افزایش دمای اضافی شار گرما افزایش می‌یابد.
حداقل شار گرما برای یک صفحه افقی بزرگ را می‌توان از معادله Zuber به‌دست آورد:
{\displaystyle {{\frac {q}{A}}_{min}}=C{{h}_{fg}}{{\rho }_{v}}{{\left[{\frac {\sigma g\left({{\rho }_{L}}-{{\rho }_{v}}\right)}{{\left({{\rho }_{L}}+{{\rho }_{v}}\right)}^{2}}}\right]}^{{}^{1}\!\!\diagup \!\!{}_{4}\;}}}
که در آن خصوصیات در دمای اشباع ارزیابی می‌شوند. ثابت Zuber , C برای اکثر مایعات در فشارهای متوسط تقریباً ۰۹/۰ است.

## میدان فشار در یک قطره لایدن‌فروست
معادله میدان فشار در منطقه بخار بین قطره و سطح جامد را می‌توان با استفاده از معادلات استاندارد حرکت و پیوستگی حل کرد. به منظور سادگی در حل، یک پروفایل دما خطی و یک مشخصات سرعت سهمی در مرحله بخار فرض می‌شود. فرض می‌شود که انتقال حرارت درون فاز بخار از طریق رسانایی است. با این تقریب‌ها می‌توان معادلات ناویه–استوکس را حل کرد تا میدان فشار را به‌دست آورد.

## اثرات دما و لایدن‌فروست
دمای لایدن‌فروست خاصیت یک مجموعه خاص از جفت جامد-مایع است. دمای سطح جامد که مایع بیش از آن تحت پدیده لایدن‌فروست قرار می‌گیرد، به عنوان دمای لایدن‌فروست نامیده می‌شود. محاسبه دمای لایدن‌فروست شامل محاسبه حداقل دمای جوش فیلم یک مایع است. Berenson رابطه ای را برای حداقل دمای جوش فیلم از استدلال‌های حداقل شار گرما به‌دست آورد. در حالی که معادله حداقل دمای جوش فیلم، که در مرجع فوق یافت می‌شود، کاملاً پیچیده‌است، از منظر فیزیکی می‌توان ویژگی‌های آن را درک کرد. یک پارامتر مهم که باید در نظر گرفت کشش سطحی است. رابطه متناسب بین حداقل دمای جوش فیلم و کشش سطحی انتظار می‌رود زیرا مایعات با کشش سطح بالاتر برای شروع جوش هسته به مقادیر بیشتری از شار گرما نیاز دارند. از آنجا که جوشاندن فیلم پس از جوشاندن هسته رخ می‌دهد، حداقل دما برای جوشاندن فیلم باید به تنش سطحی وابسته باشد.
هنری مدلی برای پدیده لایدن‌فروست ایجاد کرد که شامل خیس شدن زودگذر و تبخیر ریز لایه است. از آنجا که پدیده لایدن‌فروست مورد خاصی از جوشاندن فیلم است، دمای لایدن‌فروست  از طریق رابطه ای که در خصوصیات ماده جامد مورد استفاده قرار دارد به حداقل دمای جوش فیلم مربوط می‌شود. در حالی که دمای لایدن‌فروست ارتباط مستقیمی با کشش سطحی سیال ندارد، اما از طریق دمای جوش فیلم به‌طور غیر مستقیم به آن وابسته است. برای مایعاتی که دارای خصوصیات ترموفیزیکی مشابه هستند، مایعاتی که دارای کشش سطحی بیشتری هستند معمولاً دمای لایدن‌فروست  بیشتری دارند.
به عنوان مثال، برای یک رابط آب و مس اشباع، دمای لایدن‌فروست ۲۵۷ درجه سانتیگراد (۴۹۵ درجه فارنهایت) است. دمای لایدن‌فروست برای گلیسرول و الکل‌های معمولی به دلیل مقادیر کششی سطح پایین‌تر، به‌طور قابل توجهی کوچکتر است (اختلاف چگالی و ویسکوزیته نیز از عوامل مؤثر در این امر هستند).

## اثر واکنشی لایدن‌فروست
مواد غیر فرار در سال ۲۰۱۵ کشف شد تا «اثر لایدن‌فروست واکنش‌پذیر» را نیز به نمایش بگذارد، به موجب آن ذرات جامد بر روی سطوح داغ شناور شده و به‌طور نامنظمی سر و صدا می‌کنند. توصیف دقیق اثر لایدن‌فروست واکنش‌پذیر برای ذرات کوچک سلولز (~ ۰٫۵ میلی‌متر) در سطوح صیقلی با درجه حرارت بالا توسط عکسبرداری با سرعت بالا انجام شد. نشان داده شد که سلولز به الیگومرهای با زنجیره کوتاه متصل می‌شود که با افزایش انتقال حرارت همراه با افزایش دمای سطح، سطوح صاف را ذوب و مرطوب می‌کند. بالاتر از ۶۷۵ درجه سانتیگراد (۱٬۲۴۷ درجه فارنهایت)، سلولز در حال جوشکاری با حباب شدید و کاهش همراه انتقال حرارت است. برداشتن قطره سلولز (در سمت راست به تصویر کشیده شده) مشاهده شد که بالاتر از حدود ۷۵۰ درجه سانتیگراد (۱۳۸۰ درجه فارنهایت) همراه با کاهش چشمگیر انتقال گرما رخ می‌دهد.

## در فرهنگ عامه
در کتاب ژول ورن میشل استروگف در سال ۱۸۷۶، شخصیت اصلی با تبخیر اشک از کور شدن با تیغ داغ نجات می‌یابد.
در فینال فصل ۷ افسانه‌زدایان، "Mini Myth Mayhem"، تیم نشان داد که یک شخص می‌تواند دست خود را خیس کند و به مدت کوتاهی بدون آسیب دیدگی آن را در سرب مذاب فرو برد، و از اثر لایدن‌فروست به عنوان مبنای علمی استفاده کند.